# Bhutanesiskt medborgarskap
Bhutanesiskt medborgarskap är den lagliga förbindelsen mellan en privatperson och kungariket Bhutan. Staten följer ius sanguinis-principen.

## Medborgarskap genom födelse
En person är infödd medborgare i Bhutan om både föräldrarna har bhutanesiskt medborgarskap vid barnets födelse. Ytterligare är alla de som var folkbokförda i Bhutan och hade sin hemkommun i Bhutan före den 31 december 1958 infödda bhutanesiska medborgare.

## Medborgarskap genom ansökan
Man kan få Bhutans medborgarskap genom ansökan om man fyller upp följande krav:
- är åtminstone 21 år gammal
- har varit bosatt i landet för åtminstone 20 år (15 år om en av föräldrar har bhutanesiskt medborgarskap)
- är psykiskt frisk
- kan tala, skriva och läsa flytande dzongkha
- känner till Bhutans historia, kultur, traditioner och vanor
- har inte dömts för ett brott i Bhutan eller utomlands
- har inte talat eller arbetat mot Bhutans kung, nation eller stat
- ger trohetseden efter att fyllt alla andra krav

Bhutanesiskt medborgarskap anses vara ett av världens svåraste medborgarskap att få genom ansökan. Man måste ansöka medborgarskapet trots att man har en bhutanesisk förälder.

## Dubbelt medborgarskap
Bhutan erkänner inte dubbelt medborgarskap. En bhutanesisk medborgare som tar emot något annat medborgarskap, förlorar automatiskt sitt bhutanesiska medborgarskap.